# Беспалий Борис Якович
Бори́с Я́кович Беспа́лий (25 травня 1953, місто Ірпінь, Київська область — 17 жовтня 2022) — український політик. Народний депутат України 3-го, 4-го та 5-го скликань.

## Біографічні відомості

### Освіта
Київський державний педагогічний інститут, фізико-математичного факультету (1974–1979), «Математика та інформатика».

### Діяльність
1970 — робітник комбінату «Прогрес» (місто Ірпінь);
1972–1974 — служба в армії;
1979–1981 — учитель математики СШ № 21 міста Києва;
1981–1989 — інженер, старший інженер-математик, начальник бюро інформаційно-обчислювального центру Київського університету імені Тараса Шевченка;
1989–1990 — завідувач бюро програмування об'єднання «Телекс»;
1990–1993 — головний конструктор СКБ «Київ»;
1993–1996 — головний програміст НВО «Ітек»;
1996–1998 — завідувач політичного відділу секретаріату Народно-демократичної партії;
1998—2007 — народний депутат України.

## Політична кар'єра
1990 — член Київської ліберально-демократичної спілки.
1990 — член оргкомітету Ліберально-демократичної партії України.
1991–1996 — член Партії демократичного відродження України, секретар наукової колегії партії, голова Київської міської організації.
Керівник аналітичної служби секретаріату об'єднання «Нова Україна».
1995–1996 — член оргкомітету НДП.
З 1996 р. — завідувач політичного відділу секретаріату Народно-демократичної партії
Член НДП (лютий 1996 р. — травень 1999 р.); член Політради (лютий 1996 р. — травень 1999 р.), Політвиконкому НДП (лютий 1996 р. — червень 1997 р., листопад 1998 р. — травень 1999 р.).
Член правління партії «Реформи і Порядок» (з травня 1999 р.).
Довірена особа кандидат на пост Президента України Віктора Ющенка в єдиному загальнодержавному виборчому окрузі (2004–2005). Радник Президента України (поза штатом) (березень 2005 р. — жовтень 2006 р.).

### Парламентська діяльність
Народний депутат України 3-го скликання (березень 1998 р. — квітень 2002 р.) від НДП, № 18 в списку. На час виборів: завідувач політичного відділу секретаріату НДП. Член фракції НДП (травень 1998 р. — червень 1999 р.), член фракції ПРП «Реформи-Конгрес» (червень 1999 р. — грудень 2001 р.), позафр. (грудень 2001 р. — січень 2002 р.), член фракції УНР (зі січня 2002 р.). Член Комітету з питань правової реформи (з липня 1998 р., пізніше — Комітету з питань правової політики).
Народний депутат України 4-го скликання (квітень 2002 р. — квітень 2006 р.), виборчій округ № 223, м. Київ, висунутий виборчим блоком політичних партій "Блок Віктора Ющенка «Наша Україна». За 25.52 %, 20 суперників. На час виборів: народний депутат України, б/п. Член фракції «Наша Україна» (з травня 2002 р., уповноважений представник з березня 2005 р.), секретар Комітету з питань державного будівництва та місцевого самоврядування (з червня 2002 р.).
Народний депутат України 5-го скликання з квітня 2006 р. від Блоку «Наша Україна», № 15 в списку, заступник голови Комітету з питань правової політики (з липня 2006 р.), член фракції Блоку «Наша Україна» (з квітня 2006 р.). Член Президії Ради НС «Наша Україна» (з березня 2005 р.). Постійний представник КМ України у ВР України (з листопада 2005 р.). На час виборів: народний депутат України, член НСНУ.

## Сім'я
Дружина Галина Григорівна (*1957). Син Сергій (*1984).

## Нагороди
Орден «За заслуги» III ступеня (серпень 2005 р.)